# Billy Merrell
Billy Merrell (nascido em 7 de Janeiro de 1982) é um escritor e poeta norte-americano. Publicou o seu primeiro livro Talking in the Dark com a editora Scholastic Press em 2003. Foi co-editor de The Full Spectrum: A New Generation of Writing About Gay, Lesbian, Bisexual, Transgender, Questioning, and Other Identities com a Knopf Books para Jovens Leitores com David Levithan. Foi lançado em 2006 tendo vencido o Lambda Literary Award na categoria Infantil/Juvenil.
Merrell vive em Manhattan, Nova Iorque com o seu namorado Nico Medina.

## Obra
- Talking in the Dark (2003)
- The Full Spectrum: A New Generation of Writing About Gay, Lesbian, Bisexual, Transgender, Questioning, and Other Identities, ed. com David Levithan (2006)